# Carlos Giménez Bachiller
Carlos Giménez Bachiller (Sedaví, 18 de febrero de 2003) es un futbolista español que juega como defensa central en el Atlético Levante de la Tercera Federación.

## Trayectoria
Nacido en Sedaví, se forma en el fútbol base del Levante UD, debutando con el filial el 3 de octubre de 2021 al entrar como suplente en la primera mitad de una derrota por 1-0 frente al CF La Nucía en la Segunda Federación. Renueva su contrato con el club el 14 de marzo de 2022, firmando hasta 2024.
Logra debutar con el primer equipo el 12 de noviembre de 2022 tras partir como titular en una victoria por 0-4 frente a la UE Olot en la Copa del Rey.

## Clubes
Actualizado al último partido disputado el 12 de noviembre de 2022.
| Club                | País   | Año       | Partidos | Goles |
| ------------------- | ------ | --------- | -------- | ----- |
| Atlético Levante UD | España | 2021-act. | 36       | 1     |
| Levante UD          | España | 2022-act. | 1        | 0     |